# Прем'єр-міністр Ірану
Прем'єр-міністр Ірану  — це політичний пост в Ірані, який існував протягом декількох різних періодів часу, починаючи з ери Каджарів (коли країна отримала міжнародне визнання як Персія) аж до його останнього відродження з 1979 по 1989 роки після іранської революції.

## Прем'єр-міністри епохи Каджарів
В епоху Каджарів, прем'єр-міністри були відомі під різними назвами. Сам пост був в основному відомий як атабак або атабак-е азам (великий атабак), або іноді садр-і-азам (прем'єр) на початку, але став згодом називатись Раіс Ол-Возара (глава міністрів). Втім, назва нахосту візира (прем'єр-міністр) використовувалося рідко. Прем'єр-міністр зазвичай називають почесним титулом хазрат-е-ашраф. Реза-Хан Сардар Сепах став останнім прем'єр-міністром династії Каджарів в 1923 році.

## Прем'єр-міністриепохи Пехлеві
У 1925 році реза-Шах став шахом Ірану. Він призначив Мохаммада-Алі Форогі прем'єр-міністром. У 1941 році його син Мохаммед Реза Пахлаві став Шахом. Він також призначив Мохаммада-Алі Форогі прем'єр-міністром. У 1951 році прем'єр-міністром став Мохаммед Мосаддик, але був повалений в результаті державним переворотом в 1953 році. Амір Аббас Ховейда став прем'єр-міністром Ірану в 1965 році і залишався на цьому посту до 1977 року. Шапор Бахтіяр був останнім прем'єр-міністром епохи Пехлеві.

## Прем'єр-міністри Ісламської Республіки Іран
Після Іранської революції 1979 року Аятолла Хомейні призначив Мехді Базаргана прем'єр-міністром Тимчасового уряду, який працював на посаді до листопада 1979 року. Уряд пішов у відставку під час кризи заручників в Ірані, але зазначив, що це не було єдиною причиною. А це рішення для масової відставка була досягнуто за один день до вторгнення в посольство США іранських студентів.
Ця посада залишилася порожньою, доки Абольхасан Банісадр не став президентом у січні 1980 року і обрав Мохаммад Алі Раджаї прем'єр-міністром, в основному завдяки тиску представників Меджлісу, особливо тих, хто був близьким до Ісламської партії «Республіка». Раджай служив на посаді до імпічменту Банісадра у червні 1981 року і був обраний президентом на виборах 24 липня 1981 року. Раджай вибрав Мохаммада Джавада Бахонара його прем'єр-міністром, але вони були вбиті разом в кабінеті прем'єр-міністра лише через кілька тижнів пізніше, 30 серпня 1981 року.
Коли Алі Хаменеї став президентом на виборах у жовтні 1981 року, він вперше запропонував кандидатуру правого Алі Акбар Велаяті Меджлісу на посаду прем'єр-міністра, але він був відкинутий тодішньою лівою більшістю парламенту. Представники більшості потім змусили внести кандидатуру прем'єр-міністра Хомейні, а саме Мір-Хоссейна Мусаві. Спір закінчився лише після втручання Верховного лідера Аятоли Хомейні, який порадив Президенту прийняти кандидатуру Мусаві.
Мусаві перебував на цій посаді до 1989 року, коли в Конституцію були внесені поправки, щоб ліквідувати пост прем'єр-міністра і розділити його обов'язки між Президентом і новоствореною посадою першого віце-президента.

## Життя колишніх прем'єр-міністрів
| Ім'я               | Зображення | Термін    | Дата народження          |
| ------------------ | ---------- | --------- | ------------------------ |
| Мір-Хоссейн Мусаві |            | 1981–1989 | 2 березня 1942 (82 роки) |